# Paul Delarbre
Pour les articles homonymes, voir Delarbre.
Paul Delarbre, né le 5 mai 1866 à Troarn et mort le 16 mai 1936 à Caen, est un homme politique français.

## Biographie
Paul Delarbre est né à Caen le 5 mai 1866. Il est le neveu d'Alphonse Desloges. Il fait ses études au lycée de Caen. Il épouse, en 1897, Geneviève Decauville, fille de l'industriel Paul Decauville. Il est élu au conseil municipal de Troarn en 1882. En 1889, il entre au conseil général du Calvados, en remplacement de son oncle décédé, pour le compte du canton de Troarn.
Il échoue aux législatives de 1898 face à Georges Lebret ; mais sort vainqueur quatre ans plus tard face à Henry Franklin-Bouillon. Il vote contre la loi de séparation des Églises et de l'État de décembre 1905. 
À l'assemblée, il est membre du groupe Union Républicaine. Fervent catholique, il adhère au discours nationaliste avant de s'en détourner, étant en désaccord avec l'usage des faits religieux qu'en font les partisans au sein de son groupe.
Il ne se représente pas en 1906 et se consacre uniquement à son mandat de conseiller général jusqu'à sa mort le 16 mai 1936 à Caen.

## Sources
- « Paul Delarbre », dans le Dictionnaire des parlementaires français (1889-1940), sous la direction de Jean Jolly, PUF, 1960 [détail de l’édition]